# Classica di San Sebastián 1997
La Classica di San Sebastián 1997, diciassettesima edizione della corsa e valevole come prova della Coppa del mondo 1997, si svolse il 9 agosto 1997, per un percorso totale di 234 km. Fu vinta dall'italiano Davide Rebellin, al traguardo con il tempo di 5h47'22" alla media di 40,418 km/h.
Partenza a San Sebastián con 187 corridori di cui 95 portarono a termine il percorso.

## Squadre partecipanti
| N.      | Cod. | Squadra                     |
| ------- | ---- | --------------------------- |
| 1-8     | TEL  | Team Deutsche Telekom       |
| 11-18   | MAP  | Mapei-GB                    |
| 21-28   | ONC  | ONCE                        |
| 31-38   | MAG  | MG Maglificio-Technogym     |
| 41-48   | FES  | Festina-Lotus               |
| 51-58   | PLT  | Team Polti                  |
| 61-68   | COF  | Cofidis                     |
| 71-78   | FDJ  | La Française des Jeux       |
| 81-88   | ROS  | Roslotto-ZG Mobili          |
| 91-98   | GAN  | GAN                         |
| 101-108 | TVM  | TVM-Farm Frites             |
| 111-118 | SAE  | Saeco-AS Juvenes San Marino |

| N.      | Cod. | Squadra                   |
| ------- | ---- | ------------------------- |
| 121-128 | RAB  | Rabobank                  |
| 131-138 | CSO  | Casino-C'est votre Equipe |
| 141-148 | BAT  | Batik-Del Monte           |
| 151-158 | BAN  | Banesto                   |
| 161-168 | LOT  | Lotto-Mobistar-Isoglass   |
| 171-178 | USP  | US Postal Service         |
| 181-188 | ASI  | Asics-CGA                 |
| 191-198 | REF  | Refin-Mobilvetta          |
| 201-208 | KEL  | Kelme-Costa Blanca        |
| 211-218 | MER  | Mercatone Uno-Scanavino   |
| 221-228 | EUS  | Euskadi                   |
| 231-238 | ETC  | Estepona-Toscaf           |

## Ordine d'arrivo (Top 10)
| Pos. | Corridore           | Squadra         | Tempo    |
| ---- | ------------------- | --------------- | -------- |
| 1    | Davide Rebellin     | F. des Jeux     | 5h47'22" |
| 2    | Oleksandr Hončenkov | Roslotto        | s.t.     |
| 3    | Stefano Colagè      | Refin           | s.t.     |
| 4    | Maurizio Fondriest  | Cofidis         | s.t.     |
| 5    | Gianluca Bortolami  | Festina         | s.t.     |
| 6    | Rolf Sørensen       | Rabobank        | s.t.     |
| 7    | Beat Zberg          | Mercatone Uno   | s.t.     |
| 8    | Jens Heppner        | Deutsche Tel.   | s.t.     |
| 9    | Richard Virenque    | Festina-Lotus   | s.t.     |
| 10   | Giuseppe Tartaggia  | Batik-Del Monte | s.t.     |